# Épinay (Eure)
Épinay ist eine Ortschaft und eine Commune déléguée in der französischen Gemeinde Mesnil-en-Ouche mit 290 Einwohnern (Stand 1. Januar 2022) im Département Eure in der Region Normandie (vor 2016 Haute-Normandie).
Mit Wirkung vom 1. Januar 2016 wurden sechzehn zuvor selbstständige Gemeinden aus dem ehemaligen Kanton Beaumesnil zu einer Commune nouvelle mit dem Namen Mesnil-en-Ouche zusammengelegt. Es waren dies: Ajou, La Barre-en-Ouche, Beaumesnil, Bosc-Renoult-en-Ouche, Épinay, Gisay-la-Coudre, Gouttières, Granchain, Jonquerets-de-Livet, Landepéreuse, La Roussière, Saint-Aubin-des-Hayes, Saint-Aubin-le-Guichard, Sainte-Marguerite-en-Ouche, Saint-Pierre-du-Mesnil und Thevray. Die Gemeinde Épinay gehörte zum Arrondissement Bernay und zum Kanton Bernay.

## Geografie
Épinay liegt in Nordfrankreich in der Landschaft Pays d’Ouche am Südwestrand des Départements Eure.

## Bevölkerungsentwicklung
| Jahr                       | 1962 | 1968 | 1975 | 1982 | 1990 | 1999 | 2006 | 2013 |
| Einwohner                  | 283  | 228  | 222  | 244  | 252  | 272  | 269  | 330  |
| Quellen: Cassini und INSEE |      |      |      |      |      |      |      |      |

## Sehenswürdigkeiten

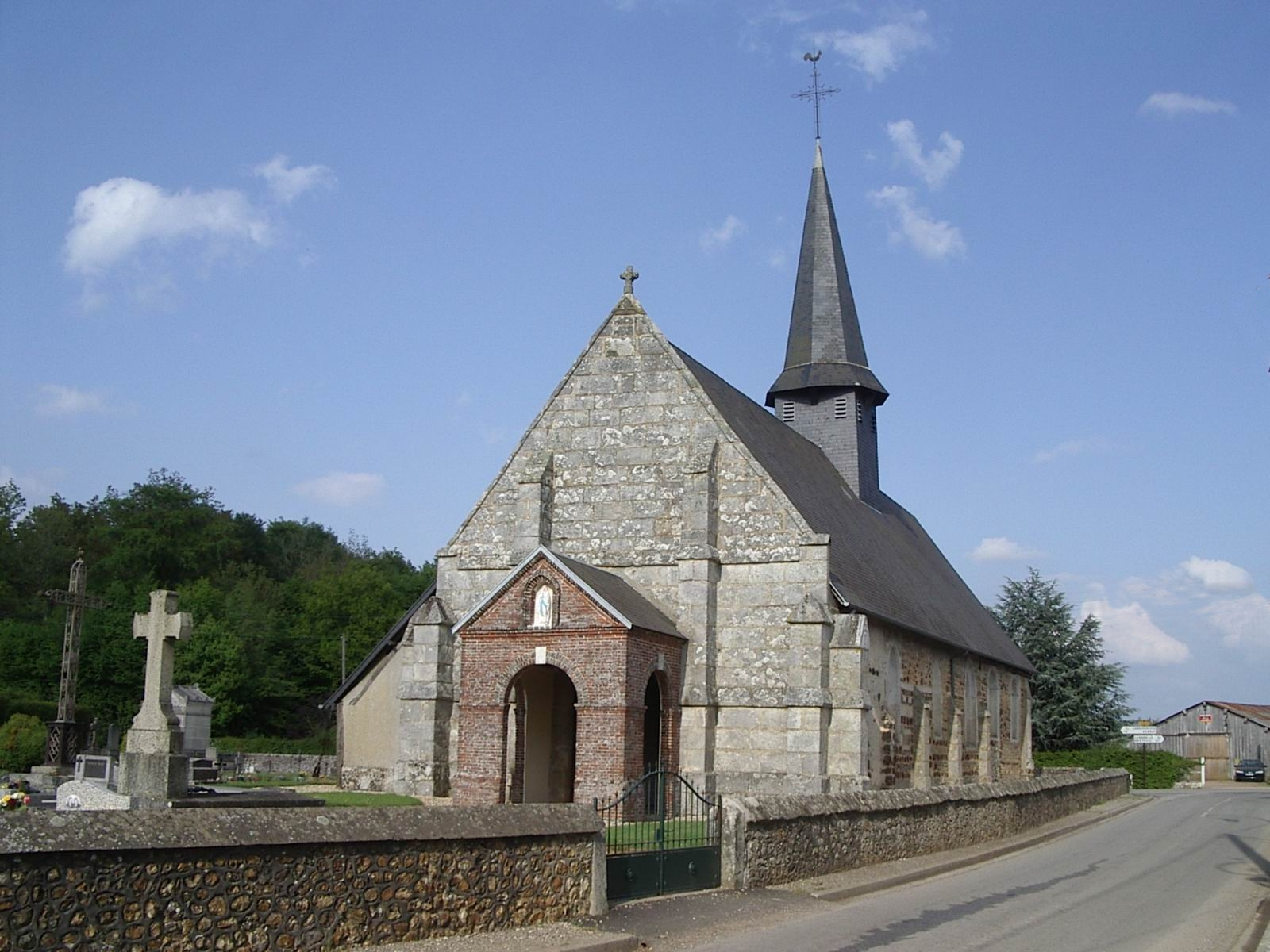
Kirche Notre-Dame

- Kirche Notre-Dame